# 纯白杜鹃
纯白杜鹃（学名：Rhododendron wardii var. puralbum）为杜鹃花科杜鹃花属下的一个变种。

## 扩展阅读
- 維基物種上的相關：纯白杜鹃